# Liste des cavités naturelles les plus longues des Deux-Sèvres
La liste des cavités naturelles les plus longues des Deux-Sèvres recense, sous forme de tableau(x), les cavités souterraines naturelles connues dans ce département français, dont le développement est supérieur ou égal à soixante mètres.
La communauté spéléologique considère qu'une cavité souterraine naturelle n'existe vraiment qu'à partir du moment où elle est « inventée » c'est-à-dire découverte (ou redécouverte), inventoriée, topographiée et publiée. Bien sûr, la réalité physique d'une cavité naturelle est la plupart du temps bien antérieure à sa découverte par l'homme ; cependant tant qu'elle n'est pas explorée, mesurée et révélée, la cavité naturelle n'appartient pas au domaine de la connaissance partagée.
La liste spéléométrique des 11 plus longues cavités naturelles des Deux-Sèvres (≥ soixante mètres) est actualisée à décembre 2019.
La plus longue cavité souterraine naturelle répertoriée dans le département des Deux-Sèvres est « la Grande fontaine », sur la commune de Saint-Christophe-sur-Roc (cf. ligne 1 du tableau ci-dessous).

## Répartition géographique
| \| Niort Bressuire Parthenay \| Répartition géographique des cavités naturelles des Deux-Sèvres. |
| Niort Bressuire Parthenay                                                                        |

## Histogramme à 4 classes
| \| Histogramme de la répartition des plus longues cavités naturelles des Deux-Sèvres par classe de développement -- Les 11 cavités citées fin 2019 sont réparties en 4 classes de développement -- \| \| \| \| \| \| \| \| \| \| \| \| \| \| \| classe I >= 5 000 m 0 cavité[s] \| classe II >= 2 000 m et < 5 000 m 1 cavités \| classe III >= 1 500 m et < 2 000 m 0 cavités \| classe IV >= 60 m et < 1 500 m 10 cavités \| \| |                                 |                                             |                                              |                                           |  |
| Le graphique qui aurait dû être présenté ici ne peut pas être affiché car il utilise l'ancienne extension Graph, désactivée pour des questions de sécurité. Des indications pour créer un nouveau graphique avec la nouvelle extension Chart sont disponibles ici . |                                 |                                             |                                              |                                           |  |
| Histogramme de la répartition des plus longues cavités naturelles des Deux-Sèvres par classe de développement -- Les 11 cavités citées fin 2019 sont réparties en 4 classes de développement -- |                                 |                                             |                                              |                                           |  |
| |                                 |                                             |                                              |                                           |  |
| | classe I >= 5 000 m 0 cavité[s] | classe II >= 2 000 m et < 5 000 m 1 cavités | classe III >= 1 500 m et < 2 000 m 0 cavités | classe IV >= 60 m et < 1 500 m 10 cavités |  |

## Cavités des Deux-Sèvres (France) de développement supérieur à5 000 mètres
Aucune cavité n'est recensée dans cette « classe I » au 31 décembre 2019.

## Cavités des Deux-Sèvres (France) de développement compris entre2 000 mètreset4 999 mètres
1 cavité est recensée dans cette « classe II » au 31 décembre 2019.
| Réf. | Cavité (autres noms)                | Commune                  | Massif ou zone   | Coordonnées (WGS 84)        | Développe. (mètres) | Dénivel. (mètres) | Sources ou références | Mise à jour |
| ---- | ----------------------------------- | ------------------------ | ---------------- | --------------------------- | ------------------- | ----------------- | --------------------- | ----------- |
| 1    | Grande fontaine de Saint-Christophe | Saint-Christophe-sur-Roc | Gâtine poitevine | 46° 26′ 44″ N, 0° 20′ 49″ O | +004 770, m         | +0040, m          | Cds 79                | 2000-00     |

## Cavités des Deux-Sèvres (France) de développement compris entre1 500 mètreset1 999 mètres
Aucune cavité n'est recensée dans cette « classe III » au 31 décembre 2019.

## Cavités des Deux-Sèvres (France) de développement compris entre100 mètreset1 499 mètres
10 cavités sont recensées dans cette « classe IV » au 31 décembre 2019.
| Réf. | Cavité (autres noms)             | Commune                  | Massif ou zone   | Coordonnées (WGS 84)        | Développe. (mètres) | Dénivel. (mètres) | Sources ou références     | Mise à jour |
| ---- | -------------------------------- | ------------------------ | ---------------- | --------------------------- | ------------------- | ----------------- | ------------------------- | ----------- |
| 2    | Grande fontaine de Champdeniers  | Champdeniers-Saint-Denis | Gâtine poitevine | 46° 28′ 30″ N, 0° 22′ 40″ O | +001 200, m         | NC                | Cds79                     | 2000-00     |
| 3    | Rivière souterraine de Bataillé  | Gournay-Loizé            | Mellois          | 46° 10′ 07″ N, 0° 02′ 06″ O | +000610, m          | +0028, m          | Cds79                     | 2000-00     |
| 4    | Fontaine de Fond creuse          | Sainte-Néomaye           | Mellois          | 46° 22′ 29″ N, 0° 15′ 28″ O | +000523, m          | +0013, m          | Spéléométrie de la France | 2000-00     |
| 5    | Gouffre de la Gorchonnière       | Mougon-Thorigné          | Mellois          | 46° 18′ 57″ N, 0° 15′ 47″ O | +000272, m          | +0018, m          | Spéléométrie de la France | 2000-00     |
| 6    | Grotte de Vouix                  | Irais                    | Thouarsais       | 46° 51′ 21″ N, 0° 05′ 48″ O | +000157, m          | NC                | Spéléométrie de la France | 2000-00     |
| 7    | Gouffre de la Rilière            | La Chapelle-Bâton        | Gâtine poitevine |                             | +000150, m          | NC                | Cds79                     | 2000-00     |
| 8    | Gouffre de la Roche du Pré noir  | Aigonnay                 | Mellois          | 46° 19′ 43″ N, 0° 14′ 10″ O | +0 00085, m         | +0016, m          | Cds79                     | 2000-00     |
| 9    | Gouffre du Champ du Grand chêne  | Fressines                | Mellois          |                             | +0 00085, m         | +0015, m          | Spéléométrie de la France | 2000-00     |
| 10   | Grotte de la Carrière de Bel-Air | Pamproux                 | Mellois          | 46° 24′ 04″ N, 0° 03′ 24″ O | +0 00081, m         | NC                | Spéléométrie de la France | 2000-00     |
| 11   | Puits de la Croix Barret         | Sainte-Néomaye           | Mellois          |                             | +0 00060, m         | NC                | Spéléométrie de la France | 2000-00     |

En attente : gouffre et rivière souterraine du Pâtis 1500m et - 14m, La Chapelle-Bâton.